# Черкесск
Черке́сск — город на Северном Кавказе России. Столица Карачаево-Черкесской Республики. Город республиканского значения; образует Черкесский городской округ.
Является главным промышленным, административным, экономическим и культурным центром республики.

## География
Город расположен в северной части Карачаево-Черкесии на правом берегу реки Кубань. Граничит с Абазинским районом на западе, Адыге-Хабльским районом на севере, Прикубанским районом на востоке и юго-западе и Усть-Джегутинским районом на юге.
Площадь города составляет 69,8 км².
Город находится в предгорной зоне республики. К востоку от него тянутся холмистые хребты, максимальные высоты которой достигают 700 м над уровнем моря. На западе, на протяжении всего города тянется изрезанное побережье Кубани. Средние высоты на территории города составляют 530 м над уровнем моря.

### Часовой пояс
Черкесск находится в часовой зоне МСК (московское время). Смещение применяемого времени относительно UTC составляет +3:00.
В соответствии с применяемым временем и географической долготой средний солнечный полдень в Черкесске наступает в 12:12.

### Гидрология
Главной водной артерией для города является река — Кубань. Также гидрографическая сеть представлена малыми реками — Овечка, Топка и Абазинка (Тохтамыш). К юго-востоку от города проходит Большой Ставропольский канал. К востоку от города расположены два крупных резервуара пресной воды — Кубанское водохранилище и озеро Малое. К западу от города в районе «Зелёный остров» имеется каскад искусственных водоёмов. Особенно большое скопление прудов имеется в северо-западной части города, они используются в основном для орошения садовых участков.

### Климат
Климат умеренно-влажный. Средние показатели температуры воздуха колеблется от +21 °С в июле до −2,5 °С в январе. Летом абсолютные показатели температуры воздуха могут подняться до +53 °С, а зимой изредка опускается ниже до −25 °С. Среднегодовое количество осадков составляет около 650 мм. Наибольшее количество осадков выпадает в июне.
| Показатель                    | Янв. | Фев. | Март | Апр. | Май  | Июнь | Июль | Авг. | Сен. | Окт. | Нояб. | Дек. | Год   |
| ----------------------------- | ---- | ---- | ---- | ---- | ---- | ---- | ---- | ---- | ---- | ---- | ----- | ---- | ----- |
| Средний суточный максимум, °C | 1    | 2    | 7    | 16   | 22   | 26   | 29   | 28   | 23   | 16   | 8     | 2    | 15    |
| Средняя температура, °C       | −2   | −2   | 3    | 10,5 | 15,5 | 19,5 | 22,5 | 22   | 17   | 11   | 4     | −1   | 10    |
| Средний суточный минимум, °C  | −5   | −6   | −1   | 5    | 9    | 13   | 16   | 16   | 11   | 6    | 0     | −4   | 5     |
| Норма осадков, мм             | 12,7 | 13,8 | 20   | 41,5 | 45,7 | 57,3 | 47,3 | 34,2 | 24,5 | 29,7 | 23,5  | 22,3 | 372,5 |
| Источник: MSN Weather         |      |      |      |      |      |      |      |      |      |      |       |      |       |

| Показатель                    | Янв.  | Фев.  | Март | Апр. | Май  | Июнь | Июль | Авг. | Сен. | Окт. | Нояб. | Дек.  | Год   |
| ----------------------------- | ----- | ----- | ---- | ---- | ---- | ---- | ---- | ---- | ---- | ---- | ----- | ----- | ----- |
| Абсолютный максимум, °C       | 13,3  | 18,4  | 30,0 | 28,0 | 30,6 | 35,0 | 35,0 | 36,2 | 35,0 | 30,0 | 25,0  | 17,1  | 36,2  |
| Средний суточный максимум, °C | 1,7   | 1,9   | 7,8  | 14,8 | 18,8 | 23,0 | 25,8 | 25,1 | 21,0 | 14,4 | 7,2   | 2,3   | 13,9  |
| Средняя температура, °C       | −2,4  | −2,7  | 2,9  | 9,6  | 13,8 | 18   | 20,6 | 19,6 | 15,4 | 9,0  | 2,7   | −1,6  | 9,0   |
| Средний суточный минимум, °C  | −6,2  | −7,1  | −1,3 | 4,5  | 8,5  | 12,9 | 15,5 | 14,1 | 9,9  | 4,6  | −0,8  | −5,3  | 4,3   |
| Абсолютный минимум, °C        | −24,3 | −25,7 | −15  | −8   | −3,2 | 4,0  | 2,4  | 2,5  | 0,0  | −9   | −17,5 | −20,5 | −25,7 |
| Норма осадков, мм             | 12,7  | 13,8  | 20   | 41,5 | 45,7 | 57,3 | 47,3 | 34,2 | 24,5 | 29,7 | 23,5  | 22,3  | 372,5 |
| Источник: climatebase.ru      |       |       |      |      |      |      |      |      |      |      |       |       |       |

## История и этимология

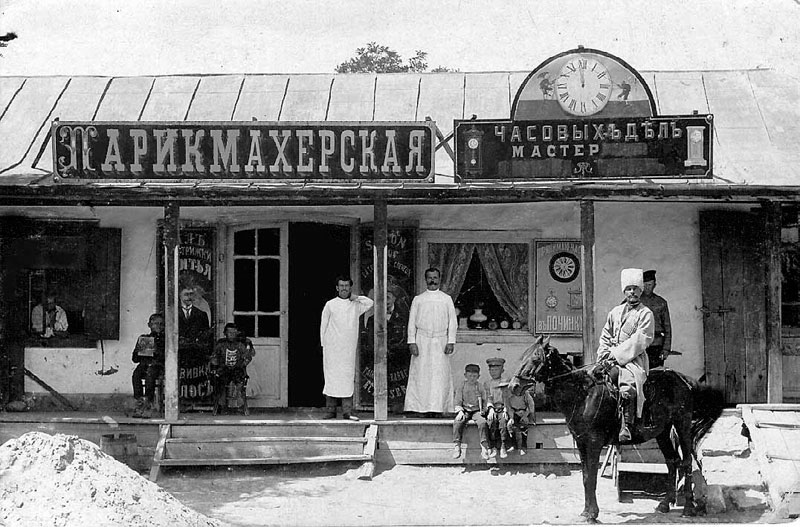
Станица Баталпашинская. Дореволюционное фото

Черкесск. Центральная площадь в начале 2000-х

### XIX век
Город основан в 1825 году как станица Баталпашинская на месте одноимённого русского военного укрепления (редута) на Кубанской пограничной линии (части Кавказской линии). В свою очередь, Батал-Пашинский редут был устроен у устья реки Овечки в 1804 году. Редут, а затем и станица получили свои названия в честь блестящей победы в 1790 году, в ходе русско-турецкой войны 1787—1791 годов, 4-тысячного русского войска под командованием генерал-майора И. И. Германа над 25-тысячной армией турецкого военачальника Батал-паши (Бой у Абазинки). Таким образом, название «Баталпашинская» представляет собой редчайший случай, когда населённый пункт был назван в честь не победителя, а побеждённого. Однако сами жители не приняли данное название, и в обиходе станица называлась «Пашинка».
Осенью 1825 года, по всей видимости, была проведена лишь разметка земли под будущую станицу. Непосредственно же устройство и заселение Баталпашинской, как и других вновь образуемых станиц Хопёрского полка (Невинномысской, Беломечетской, Барсуковской, Карантинной (современная Суворовская) и Бекешевской) начались, вероятно, не ранее весны 1826 года. По разным причинам заселение проходило медленно (вплоть до 1828 года и далее) и осуществлялось из двух источников:
1. Казаками Кубанского полка (по происхождению — донцами), переселяемыми из расформируемой станицы Воровсколесской — переселялись 2 офицерских и 90 казачьих дворов, а также священнослужители.
2. Казаками Хопёрского полка, переселяемыми из станицы Ставропольской (основана казаками-хопёрцами при крепости Ставропольской, современный г. Ставрополь, в 1777—1778 гг.) — к переселению был назначен 141 двор.

Переселение воровсколессцев состоялось к весне 1827 года, тогда как хопёрцы в большинстве своём оказались в новой станице только после уборки урожая осенью 1827 года.
Сохранившиеся архивные материалы, в частности, Исповедная роспись Николаевского молитвенного дома вновь образованной станицы за 1827 г., содержат практически полные списки казаков-первопоселенцев Баталпашинской.
Наряду с функциями военного поселения, Баталпашинская играла заметную роль в деле налаживания торговых и культурных связей с горскими народами. В обмен на соль, хлеб и ткани купцы, промышленники и казаки вывозили из горных районов скот, сухие кожи, бурки, башлыки, черкески и много других товаров.
В 1860 году Баталпашинская становится одним из уездных центров образованной Кубанской области. К 1868 году в станице уже действовали бригадное мужское (образовано из двух полковых школ, открытых ранее 1864 года) и женское училища (открыто 1 сентября 1865 года) (4 бригады ККВ). В 1868 году за счёт армейской казны здесь была построена первая войсковая больница на 48 коек. Указом Александра II 30 декабря 1869 года станица преобразована в город Баталпашинск. 21 апреля 1903 года указ о преобразовании в город был отмененён. С 1888 года и до 1920 года станица являлась административным центром Баталпашинского отдела Кубанской области. В Баталпашинской велась торговля зерном и скотом; действовала лесопильня.

### XX век
Осенью 1918 года станица Баталпашинская была занята белыми войсками под командованием генерала Шкуро. Заняв станицу он объявил мобилизацию в деникинскую армию. 5 января 1919 года армия Шкуро овладела Кисловодском, выбив оттуда красных. Набрав в Кисловодске специалистов и техники, Шкуро организовал в Баталпашинске производство снарядов, патронов, сукна, кожаных сапог, бурок и шуб для нужд Вооружённых сил Юга России. Весной 1920 года станица Баталпашинская перешла под власть большевиков.
С 1922 года станица — центр Карачаево-Черкесской автономной области, с 1926 — центр Черкесского национального округа, с 1928 по 1943 — Черкесской автономной области.
В 1931 году населённому пункту был присвоен статус города и имя Баталпашинск.
В 1934 году Баталпашинск был переименован в Сули́мов по фамилии председателя Совнаркома РСФСР Д. Е. Сулимова. В 1937 году Сулимов был арестован и расстрелян, после чего город был переименован в Ежово-Черкесск, в честь наркома внутренних дел Н. И. Ежова. В 1939 году, после ареста последнего, населённый пункт вновь был переименован, и в названии сохранилась лишь вторая его часть — Черкесск.
Во время Великой Отечественной войны, тысячи горожан — представители всех народов республики ушли на фронт, были сформированы Черкесский и районные партизанские отряды. В честь героев войны:
- И. Лободина,
- Х. Богатырёва,
- И. Лаара,
- О. Касаева,
- Д. Старикова и др.

ныне названы улицы города. Памяти защитников и освободителей отечества посвящён мемориал «Огонь вечной славы» в парке Победы.
В дни оккупации города (11 августа 1942 года — 17 января 1943 года) немецкими 17-й армией (Рихард Руофф), 1-й танковой армией (Эвальд фон Клейст, Эберхард фон Макензен) и 49-м горным армейским корпусом (Рудольф Конрад) была создана и действовала подпольная организация для борьбы с врагом. Это была никем не руководимая, стихийно возникшая группа 14—17-летних мальчишек. Немцы превратили Черкесск в оборонительный рубеж, здесь располагались штаб и подразделения 667-го пехотного полка, 370-я пехотная и 5-я авиаполевая дивизии, учебный полк, охранный и разведывательный отряды 1-й альпийской дивизии.

С 1957 года Черкесск — центр Карачаево-Черкесской автономной области, с 1991 года — столица Карачаево-Черкесской Республики.

В 1973 году южный микрорайон был назван Пештера в честь болгарского города-побратима.
Так же существуют неофициальные названия частей города:
1. Центр города (именуемый в народе «Пятак») — пр. Ленина от ул. Комсомольской до ул. Кавказской, включая ул. Международную, У. Алиева, Красноармейскую.
2. Восточная часть города («Сахалин») — от ул. Калантаевского до ул. Панченко, включая ул. Октябрьскую, Грибоедова, Матросова и Восточную.
3. Южная часть города («Космодром») — от ул. Доватора до ул. Октябрьской, включая ул. Космонавтов, Лагерную, Доватора, Парковую.
4. Западная часть города («Родина») — от ул. Кавказской до ул. Гутякулова по ул. Демиденко, включая ул. Лаара, Партизанскую, Крупскую, Хетагурова.
5. Северо-западная часть города («Брод») — от ул. Октябрьской до Пятигорского шоссе, включая ул. Московскую, Чапаева, Привокзальную
6. В 2019 году на севере города, в районе «химзавод», началось строительство микрорайона «Черкесск Сити».

## Население
| 1874     | 1897     | 1913     | 1915     | 1926     | 1931     | 1933     | 1939     | 1959     | 1962     | 1967     |
| -------- | -------- | -------- | -------- | -------- | -------- | -------- | -------- | -------- | -------- | -------- |
| 4331     | ↗11 473  | ↗18 793  | ↗19 584  | ↘19 000  | ↗29 200  | ↘23 400  | ↗28 645  | ↗41 709  | ↗47 000  | ↗57 000  |
| 1970     | 1973     | 1975     | 1976     | 1979     | 1982     | 1985     | 1986     | 1987     | 1989     | 1990     |
| ↗67 186  | ↗75 000  | ↗83 000  | →83 000  | ↗90 833  | ↗96 000  | ↗105 000 | ↘104 000 | ↗107 000 | ↗113 060 | ↗114 000 |
| 1991     | 1992     | 1993     | 1994     | 1995     | 1996     | 1997     | 1998     | 1999     | 2000     | 2001     |
| ↗117 000 | ↗119 000 | →119 000 | →119 000 | ↘118 000 | ↗119 000 | ↗120 000 | ↗121 000 | ↗122 200 | ↘121 700 | ↘120 700 |
| 2002     | 2003     | 2004     | 2005     | 2006     | 2007     | 2008     | 2009     | 2010     | 2012     | 2013     |
| ↘116 244 | ↘116 200 | ↗116 900 | ↗117 100 | ↘116 900 | ↘116 300 | →116 300 | ↗116 733 | ↗129 069 | ↘127 552 | ↘126 206 |
| 2014     | 2015     | 2016     | 2017     | 2018     | 2019     | 2020     | 2021     | 2023     | 2024     | 2025     |
| ↘124 951 | ↘124 187 | ↘123 128 | ↘122 478 | ↘122 395 | ↗122 804 | ↗123 168 | ↘113 226 | ↘112 789 | ↘112 782 | ↗112 952 |

На 1 января 2025 года по численности населения город находился на 152-м месте из 1124 городов Российской Федерации.
На данный момент в городе проживает практически четверть населения всей Карачаево-Черкесской Республики
Национальный состав
По итогам переписи населения 2020 года проживали следующие национальности (национальности менее 1 % и другое, см. в сноске к строке «Другие»):
| Национальность | Численность, чел. | Доля     |
| -------------- | ----------------- | -------- |
| Русские        | 50 618            | 44,71 %  |
| Карачаевцы     | 26 436            | 23,35 %  |
| Черкесы        | 17 806            | 15,73 %  |
| Абазины        | 10 617            | 9,38 %   |
| Ногайцы        | 1693              | 1,50 %   |
| Другие         | 7276              | 6,43 %   |
| Итого          | 113 226           | 100,00 % |

Половозрастной состав
По данным Всероссийской переписи населения 2010 года:
| Возраст     | Мужчины, чел. | Женщины, чел. | Общая численность, чел. | Доля от всего населения, % |
| ----------- | ------------- | ------------- | ----------------------- | -------------------------- |
| 0 — 14 лет  | 11 060        | 11 365        | 22 425                  | 17,37 %                    |
| 15 — 59 лет | 37 958        | 47 864        | 85 822                  | 66,49 %                    |
| от 60 лет   | 7 745         | 13 077        | 20 822                  | 16,14 %                    |
| Всего       | 56 763        | 72 306        | 129 069                 | 100,0 %                    |

Мужчины — 56 763 чел. (43,98 %). Женщины — 72 306 чел. (56,02 %).
Средний возраст населения: 37,4 лет. Средний возраст мужчин: 35,5 лет. Средний возраст женщин: 38,8 лет.
Медианный возраст населения: 36,2 лет. Медианный возраст мужчин: 34,2 лет. Медианный возраст женщин: 37,9 лет.

## Экономика
Экономика Черкесска во многом базируется на мелких торговых точках. Многие заводы в 1990-х годах либо прекратили существование, либо их мощность стала значительно меньше, чем в советский период.
- Заводы:
  - консервно-колбасный завод «Кавказ-Мясо»
  - холодильного машиностроения
  - резинотехнических изделий
  - низковольтной аппаратуры
  - цементный
  - фабрика по переработке шерсти и производству пряжи
  - кирпичный завод «Латэрария»
  - завод компании «Меркурий» по производству минеральной воды
  - Цех мясопереработки компании «Меркурий» по производству мясных продуктов
- Мясокомбинат. Упоминается в 1947 году[66]

## Связь
Интернет
Широкополосный доступ в Интернет в Черкесске предоставляют следующие провайдеры:
- НестерТелеком (ООО «НестерТелеком»)
- Киберком (ООО «Киберком»)
- Ростелеком (ПАО «Ростелеком»)

## Транспорт
Городской транспорт представлен троллейбусами и автобусами.
Также действует железнодорожная станция Черкесск Северо-Кавказской железной дороги, на тупиковой ветке Невинномысская — Джегута. Пригородное пассажирское железнодорожное сообщение по маршруту Черкесск — Невинномысская через станцию осуществляется рельсовыми автобусами РА1 (ранее, до 2009 года, в обращении был пригородный поезд Джегута—Невинномысская). Беспересадочные прицепные вагоны из Усть-Джегуты, ранее (до 2009 года) следовавшие через станцию Черкесск в Москву в составе поезда дальнего следования № 061С Нальчик—Москва (доставлялись на станцию Невинномысская в составе пригородного поезда), отменены.В 2025 году возобновлены движения поездов дальнего следования Черкесск-Санкт-Петербург.
От города Черкесска начинается Военно-Сухумская дорога.

## Культура, наука, образование, медицина

Дом культуры «Химик»

- НИИ экономики, истории, языка и литературы
- Северо-Кавказская государственная академия (бывш. КЧГТА/СКГГТА)
- Республиканский русский театр драмы и комедии Карачаево-Черкесской Республики
- Карачаевский драматический театр имени Ш. М. Алиева
- Карачаево-Черкесский историко-культурный и природный музей (до 1988 года — Краеведческий, основан в 1916 году)
- Карачаево-Черкесский педагогический колледж имени У. Хабекова
- Карачаево-Черкесский исламский институт имени имама Абу-Ханифа
- Карачаево-Черкесский Медицинский колледж (КЧМК)
- Международный Открытый Колледж Современного управления имени М. М. Абрекова
- Карачаево-Черкесский государственный колледж культуры и искусств им. А. А. Даурова[69]
- Филиал Ростовского государственного экономического университета (РИНХ)
- Филиал Московского финансово-промышленного университета «Синергия»
- Московский международный колледж цифровых технологий "Академия ТОП"
- Черкесский драматический театр имени М. О. Акова
- Офтальмологический центр. Открыт в феврале 2013 года[70]

Общественные организации
На территории города действуют национально-общественные организации:
- Адыгэ Хасэ
- Алашара
- Конгресс Карачаевского народа
- Эльбрусоид

## Религия
Русская православная церковь

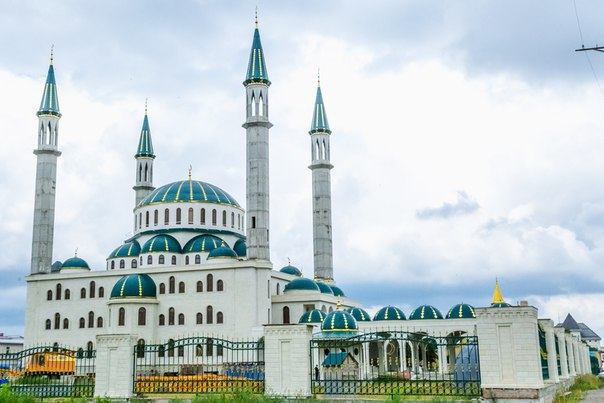
Центральная соборная мечеть города

- Собор Святителя Николая Чудотворца[71]. Один из кафедральных соборов Пятигорской епархии
- Церковь Покрова Божией Матери[72]
- Храм Преподобного Сергия Радонежского Чудотворца[73]
- Домовая церковь преподобного Сергия Радонежского Свято-Сергиевского Православного лицея
- Часовня святого великомученика и Победоносца Георгия[74]
- Свято-Сергиевская Православная гимназия[75]

Ислам
- Центральная Соборная мечеть[76][77]
- Городская мечеть Черкесска[78]
- Мечеть в микрорайоне Юбилейный[79]

Армянская апостольская церковь
- Церковь Святого Георгия (открыта в 2008 году)

Протестантизм
- Церковь христиан веры евангельской «Божий Ковчег»
- Церковь «Христианская Миссия»

## Архитектура, достопримечательности
В 18 км от Черкесска — Баталпашинские озёра (превращены в водохранилище, т. н. Черкесское море), являющиеся резервом питьевой воды для городов-курортов Кавказских Минеральных Вод, получающие воду из Большого Ставропольского Канала летом в период таяния снегов, отдающие воду посредством насосной станции. К югу от Черкесска, близ города Усть-Джегута — курганы эпохи бронзы (3—2 тысячелетия до н. э.), в которых найдены бронзовые украшения, керамика с резным орнаментом.

## Радио
- 70,31 УКВ — (Молчит) Радио России / ГТРК Карачаево-Черкесия
- 72,11 УКВ — (Молчит) Радио Маяк
- 90,8 МГц — Авторадио
- 91,2 МГц — Радио России / ГТРК Карачаево-Черкесия
- 97,4 МГц — Вести FM
- 98,9 МГц — Радио 7 на семи холмах
- 99,6 МГц — Радио Маяк
- 102,8 МГц — Русское радио
- 104,1 МГц — Ретро FM
- 105,3 МГц — Радио Дача
- 106,4 МГц — Европа Плюс

## Местное самоуправление
Муниципальное образование города Черкесска обладает статусом городского округа с единственным населённым пунктом в его составе.
Структуру органов местного самоуправления муниципального образования города Черкесска составляют:
1. Дума муниципального образования города Черкесска (городская Дума) — представительный орган муниципального образования города Черкесска, возглавляемый Главой муниципального образования города Черкесска, председателем Думы муниципального образования города Черкесск;
2. Глава муниципального образования города Черкесска (глава города Черкесска) — высшее должностное лицо муниципального образования города Черкесска;
3. Мэрия муниципального образования города Черкесск — исполнительно-распорядительный орган, возглавляемый Руководителем мэрии (Мэром) муниципального образования города Черкесска;
4. Контрольно-счётная палата муниципального образования города Черкесска (КСП муниципального образования «город Черкесск») — контрольно-счётный орган муниципального образования города Черкесска.

Мэр города Черкесска
- Баскаев Алексей Олегович

Глава муниципального образования города Черкесска (председатель городской Думы)
- Беланов Евгений Михайлович[82]
- Дедук Валерий Николаевич

## Спорт
Футбол

## Улицы
На территории города зарегистрировано:
- 291 улица
- 116 переулков
- 10 проездов
- 2 тупика
- 3 площади (Гутякулова, Кирова, Привокзальная)
- 90 СНТ (садовое некоммерческое товарищество)
- 5 СДТ (садовое дачных товарищество)
- 43 территорий ГСК (гаражно-строительный кооператив).

## Галерея

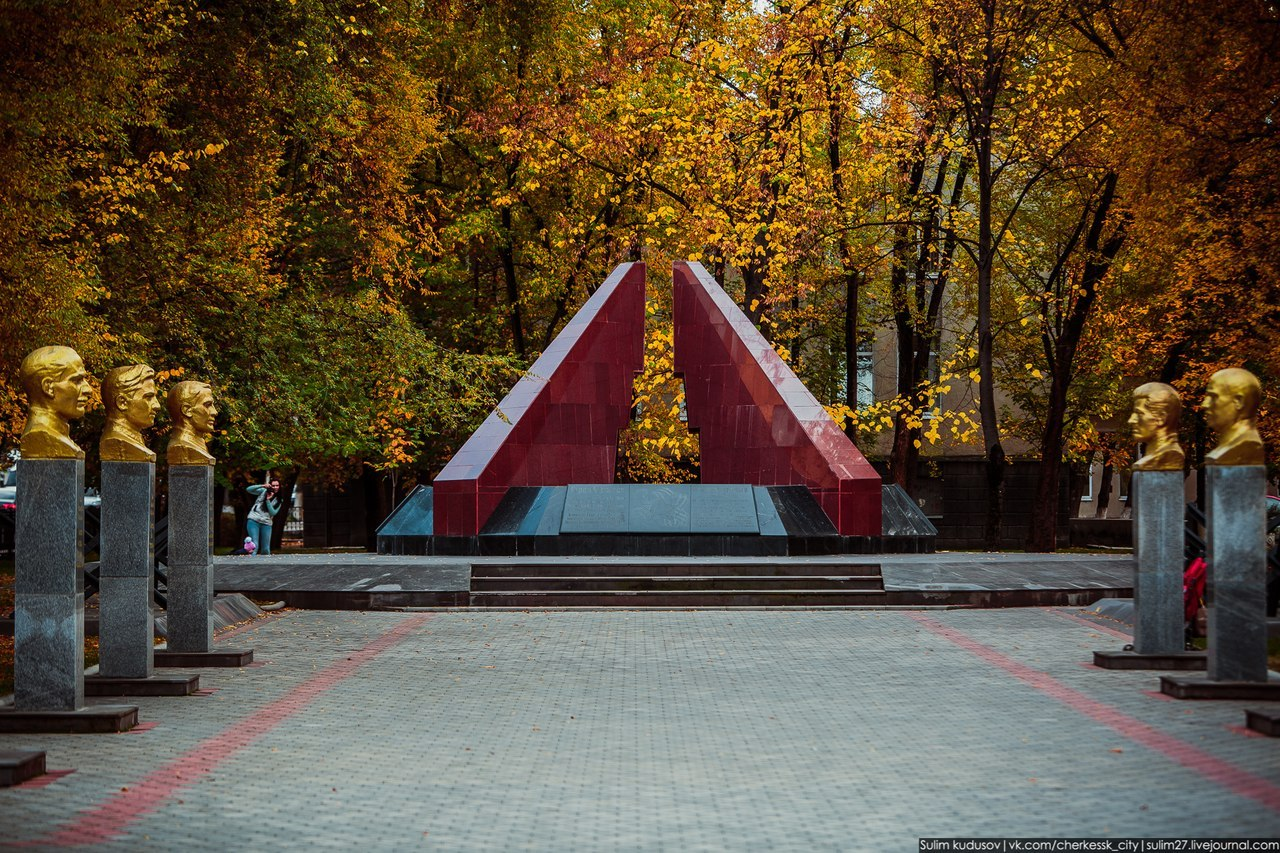
Памятник «Склонённые знамёна» в парке Победы
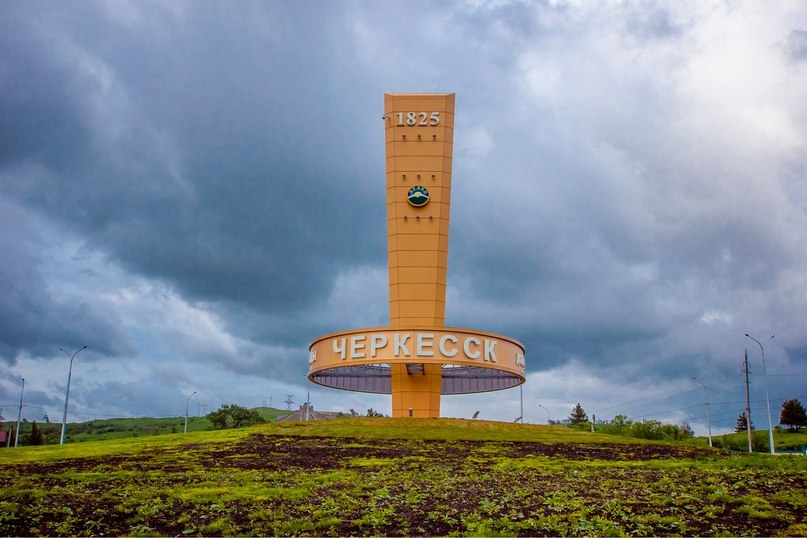
Стела в Черкесске
Памятник «Дружба народов»
Памятник советским воинам
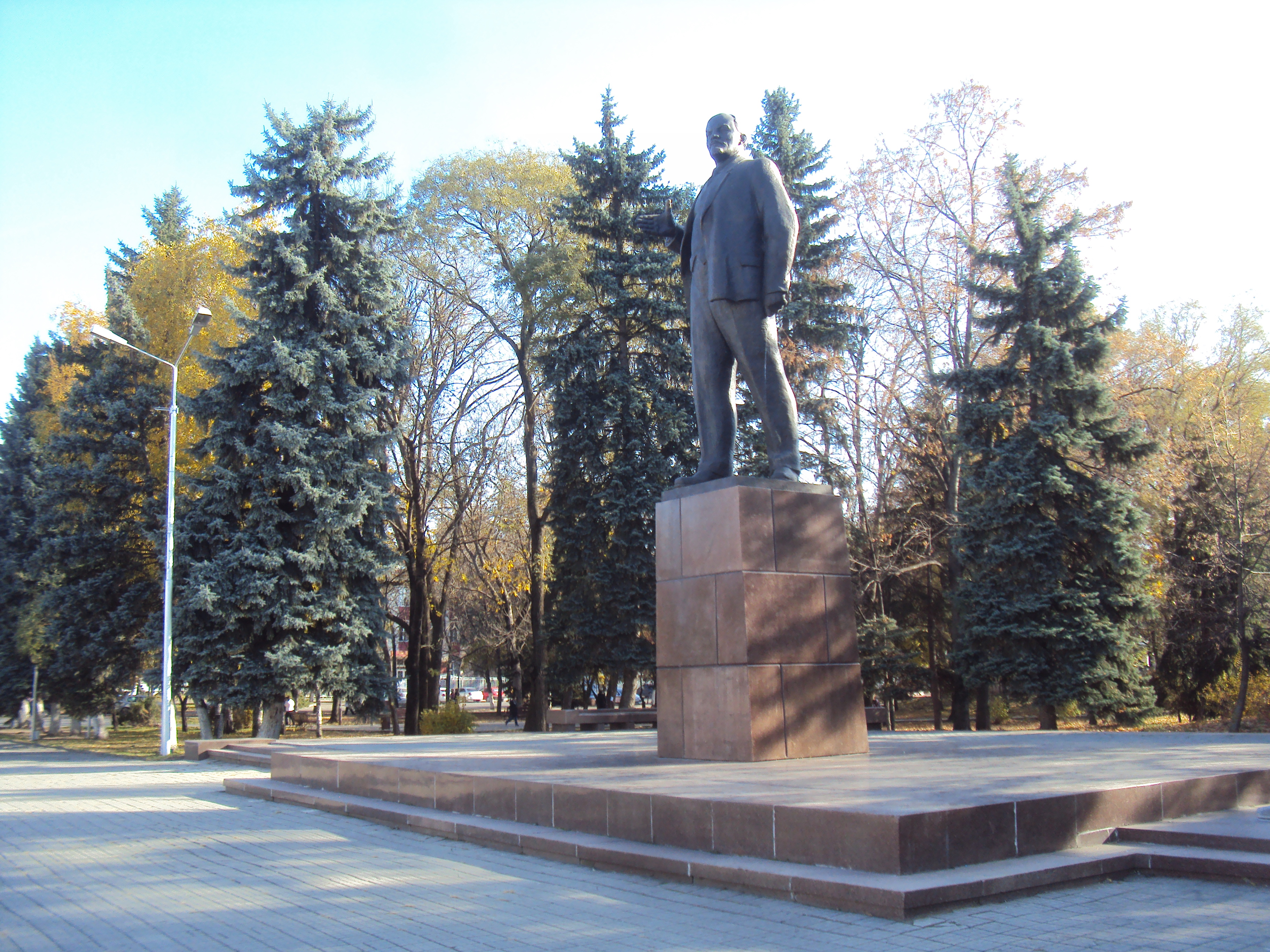
Памятник В. И. Ленину
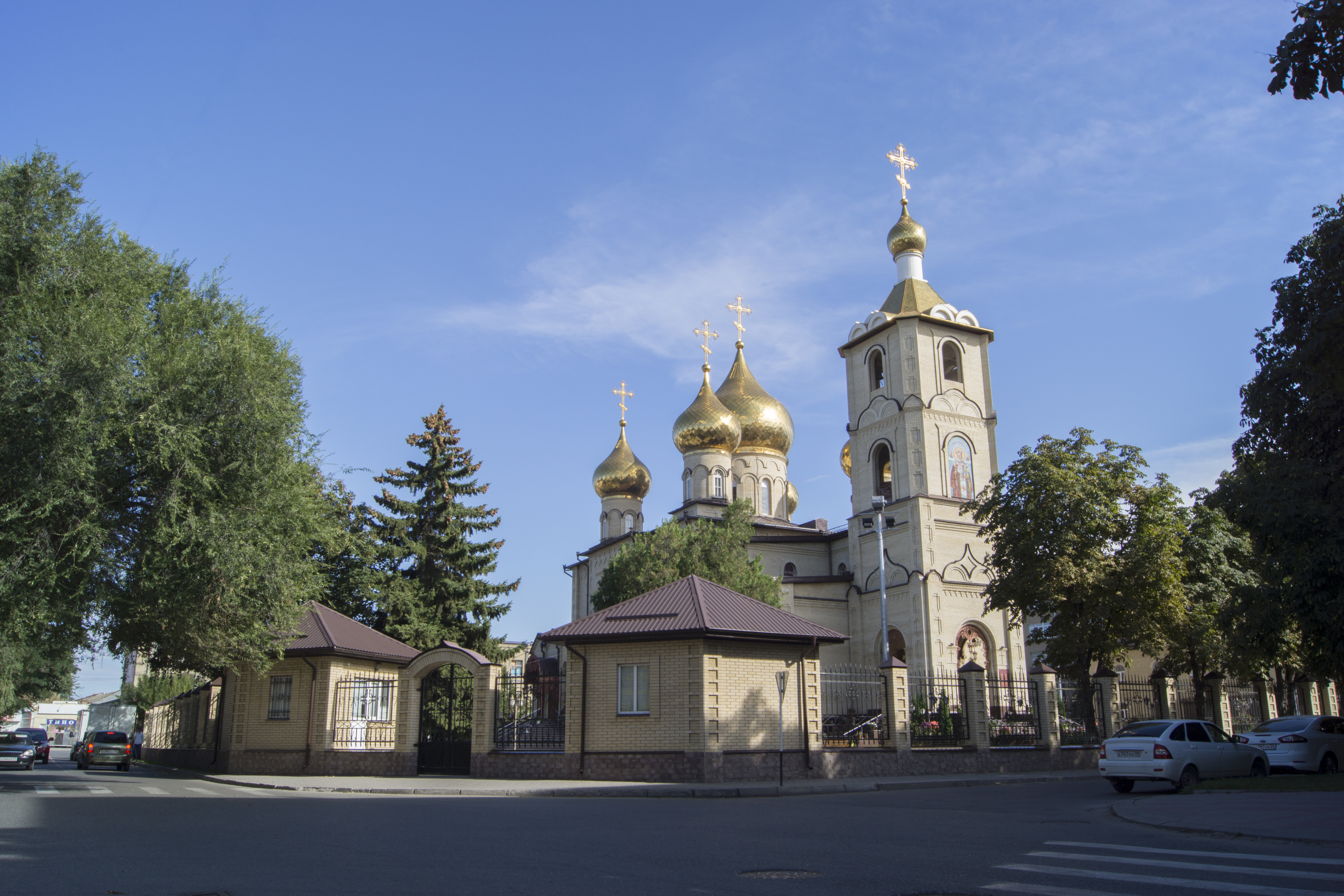
Никольский собор

## Города-побратимы
- Пештера, Болгария

- Невинномысск, Россия
- /Сухум, Республика Абхазия/Грузия

## Известные уроженцы
- Родившиеся в Черкесске
- Умершие в Черкесске